# Flond
Flond é uma comuna da Suíça, no Cantão Grisões, com cerca de 205 habitantes. Estende-se por uma área de 2,09 km², de densidade populacional de 98 hab/km². Confina com as seguintes comunas: Ilanz, Luven, Obersaxen, Rueun, Surcuolm.
A língua oficial nesta comuna é o Alemão e Romanche.